# كج درخت (فريمان)
كج درخت (بالفارسية: کج درخت) هي قرية تقع في قسم بالابند الريفي في إيران. يقدر عدد سكانها بـ 40 نسمة بحسب إحصاء 2016.